# 知井宮村
知井宮村（ちいみやむら）は、島根県簸川郡にあった村。現在の出雲市神門町、知井宮町にあたる。

## 地理
- 河川：神戸川[1]

## 歴史
- 1889年（明治22年）4月1日、町村制の施行により、神門郡知井宮村本郷、知井宮村沖分が合併して村制施行し、知井宮村が発足[1][2]。
- 1896年（明治29年）4月1日、郡の統合により簸川郡に所属[2]。
- 1898年（明治31年）公設消防組設置[1]。
- 1911年（明治44年）知井宮村信用組合設立[1]。
- 1920年（大正9年）2月、知井宮村郵便局開設[1]。
- 1943年（昭和18年）4月1日、簸川郡布智村と合併して神門村を新設し廃止された[1][2]。

### 地名の由来
『出雲風土記』記載の知乃社（ちのやしろ）があり、当地では知宮（ちのみや）と称したが延音となり、宮は智伊神社となり、地名は知井宮とされた。

## 産業
- 農業、養蚕[1]。

## 交通

### 鉄道
- 1913年（大正2年）国有鉄道山陰本線が開通し、知井宮駅（現西出雲駅）を開設[1]。